# ماسو أمادا
ماسو أمادا (باليابانية: 天田 益男) مواليد 20 يناير 1958، هو مؤدي أصوات ياباني.

## الأدوار

### مسلسلات أنمي تلفزيونية
- بلاك كات
- تبييض
- مونستر
- ناروتو
- بوكيمون
- سيكون نو كويسر

### أوفا
- فاينل فانتسي X
- فاينل فانتسي X-2
- سبايرو 2: غضب ربتو
- ياكوزا 2

### الدبلجة
- أربعة مذهلون
- الصخرة
- حرب النجوم
- رجال-إكس

## وصلات خارجية
- ماسو أمادا على موقع IMDb (الإنجليزية)
- ماسو أمادا على موقع ألو سيني (الفرنسية)
- ماسو أمادا على موقع قاعدة بيانات الفيلم (الإنجليزية)
- ماسو أمادا على موقع كينوبويسك (الروسية)
- ماسو أمادا على موقع ANN person (الإنجليزية)